# Mapa de sitio web

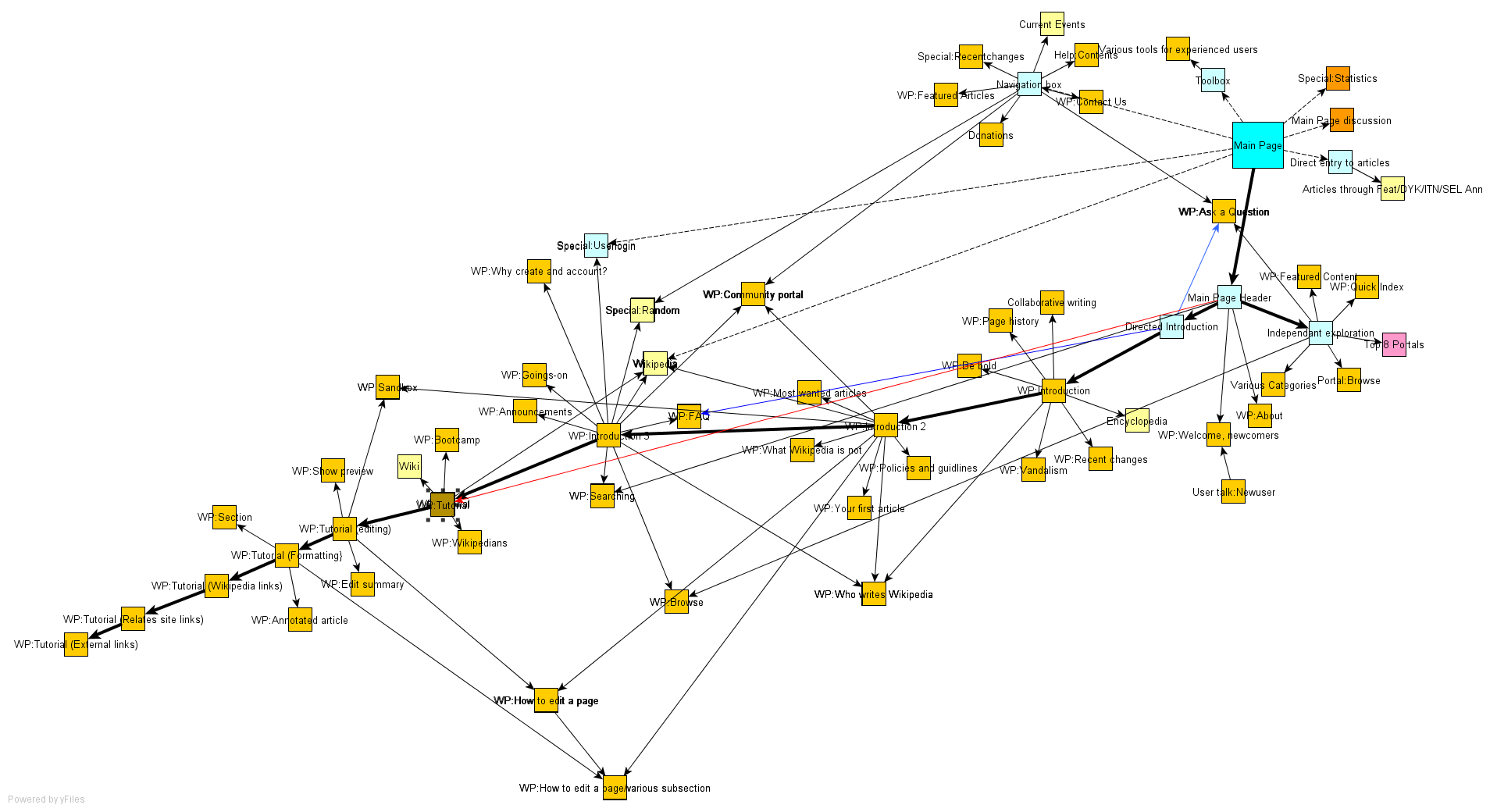
Mapa de sitio web de lo que se enlaza desde la página principal de Wikipedia en Inglés.

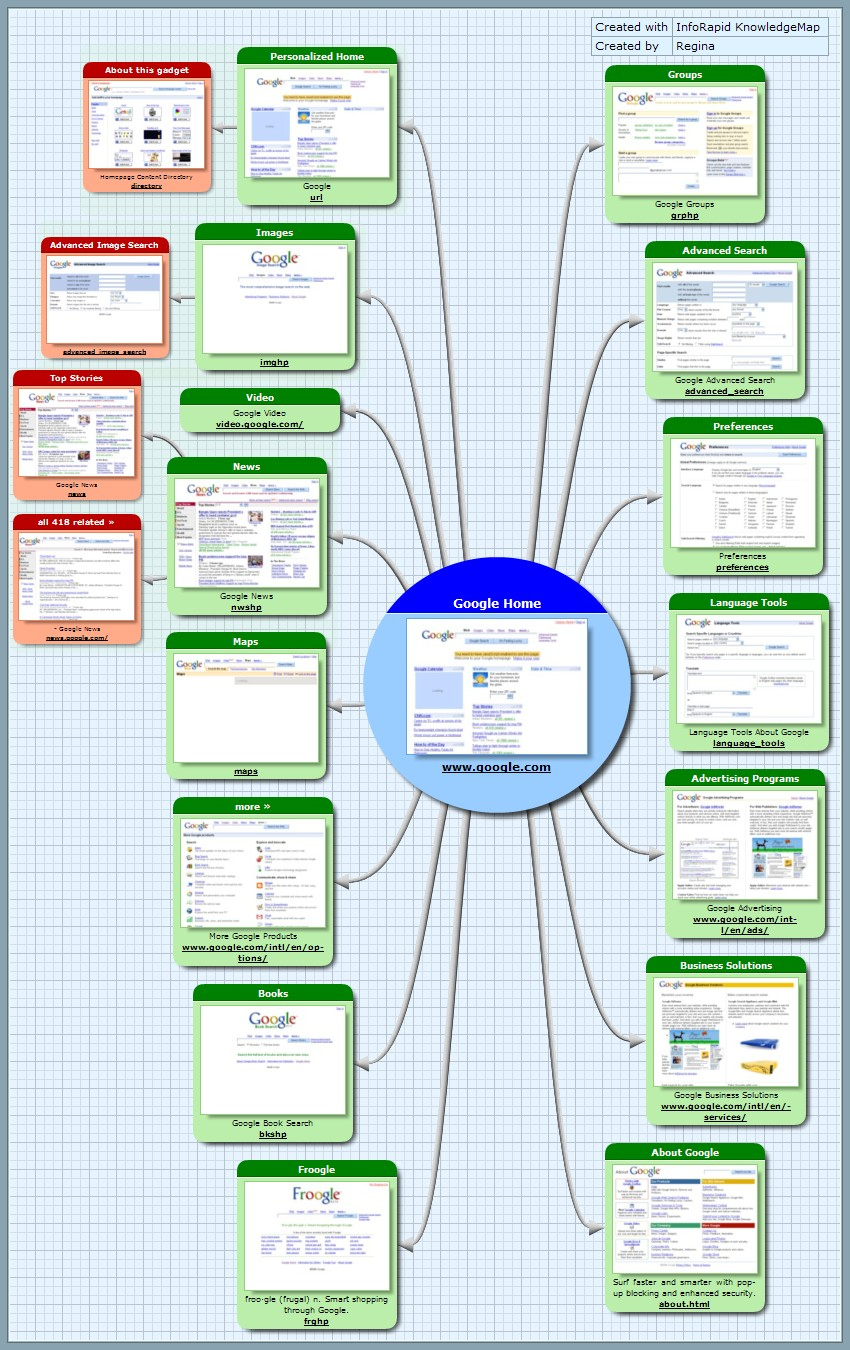
Mapa de sitio web de Google

Un mapa de sitio web (o mapa de sitio o mapa web) es una lista de las páginas de un sitio web accesibles por parte de los buscadores y los usuarios. Puede ser tanto un documento en cualquier formato usado como herramienta de planificación para el diseño de una web como una página que lista las páginas de una web (ya realizada), organizadas comúnmente de forma jerárquica. Esto ayuda a los visitantes y a los bots de los motores de búsqueda a hallar las páginas de un sitio web.
Los mapas de sitio pueden mejorar el posicionamiento en buscadores de un sitio, asegurándose que todas sus páginas puedan ser encontradas. Esto es especialmente importante si el sitio usa menús Adobe Flash o JavaScript que incluyan enlaces HTML.
También son una ayuda a la navegación por ofrecer una vista general del contenido de un sitio de un simple vistazo.
La mayoría de los motores de búsqueda sólo siguen un finito número de enlaces desde una página, por lo que si el sitio es muy grande la existencia del mapa del sitio puede ser necesaria para que tanto los motores de búsqueda como los usuarios accedan a todo el contenido del sitio.
Algunos desarrolladores afirman que índice de sitio web sería un término más apropiado, pero esta forma se usa mucho menos en español. A veces los "índices de sitio" muestran enlaces en orden alfabético hacia las páginas (o partes de ellas) de los sitios web, por lo que en estos casos pueden ser un complemento a los mapas de sitio (enfocados a las páginas de forma jerárquica, temática).

## Sitemaps
Google creó Google Sitemaps (Mapas de sitio de Google en inglés) para que los desarrolladores web pueden publicar listas de enlaces de sus sitios, debido a que algunas webs tienen un número grande de páginas dinámicas que sólo están disponibles cuando los usuarios emplean los formularios correspondientes. En estos casos los archivos de Sitemaps pueden usarse para indicar a una araña web cómo deben ser encontradas las páginas.
Actualmente Google, MSN, Yahoo y Ask.com soportan este protocolo conjuntamente, ahora llamado simplemente Sitemaps.
Sitemaps suele usar XML, aunque también se admiten fuentes web RSS y archivos de texto.